# اندیس سنگ تزئینی یمقان
سنگ تزئینی یمقان یک اندیس مصالح ساختمانی است که در  استان قزوین قرار دارد و مادهٔ معدنی موجود در آن، سنگ تزئینی است.سنگ میزبان این اندیس گرانودیوریت سازند کرج است و دیرینگی آن به دوران ائوسن می‌رسد. در این اندیس، پاراژنز‌های کوارتز - فلدسپات - پلاژیو کلاز - بیوتیت یافت می‌شوند.